# 齊白石撞擊坑
齊白石撞擊坑（英語：Qi Baishi）是一個水星上的撞擊坑。該撞擊坑的輻射狀噴發物是不對稱的，因此推測造成該撞擊坑的撞擊物體是從東或西方以極低角度撞擊。不過齊白石撞擊坑的外觀大致上仍是圓形，和鄰近橢圓形的赫夫那坦杨撞击坑有極大的不同。